# Hamakita-ku
Hamakita-ku (浜名区?) era uno dei sette quartieri amministrativi della città di Hamamatsu, in Giappone: il 1º gennaio 2024 è stato unito insieme a parte di Kita-ku per formare il nuovo quartiere Hamana-ku.